# Березинка
Берези́нка — село в Україні, у Закарпатській області, Мукачівському районі.

## Історія
Перша згадка 1599 рік.
Згадки: 1804: Berezinka, 1808: Berezinka, Brezynka, 1851: Berezinka (Kis-Leányfalva), 1877: Berezinka, 1913: Nyírhalom, 1925: Berezinka, 1944: Berezinka, Березинка, 1983: Березинка
У 1732 році заселено німецькими переселенцями родин Мюллер, Пфайфер, Ротт, Кулл, Лаутнер, які вирощували виноград та городину.
У 1901 році відкрито мінеральні джерела в селі.
Березинка — колишня шахтарська «столиця» Закарпаття. Про можливі поклади бурого вугілля на Мукачівщині писали ще за часів Чехословацької республіки. У вересні 1945 р. група українських геологів шукала дані щодо корисних копалин на території Закарпатської України в університетах Угорщини та Чехословаччини. Першу шахту на Березинському вугільному родовищі заклали вже у 1945, а за два роки було створено ціле Березинське шахтоуправління, якому підпорядковувалися також шахти в Ужгороді, Ільниці і Коломиї. Вугільні пласти, що знаходилися тут на відносно невеликій — до 70 метрів глибині, утворилися близько 15 мільйонів років тому. У найкращі роки тут працювало майже 1200 шахтарів, навіть виходила газета «Шахтар Березинки» і існувала футбольна команда під такою ж назвою…Залишки однієї з шахт і споруди шахтоуправління знаходяться на території, що тепер належить сільськогосподарському ТОВ «Завидівське», а серед лісу в урочищі Нодьлігет на відстані одного кілометра від села зберігся залізобетонний надшахтних копер — вежа-надбудова де кріпилися ліфти, за допомогою яких гірники опускалися під землю, і звідти підіймали здобуте вугілля. Копер розташований поруч з лісовою дорогою, якою військові будівельники проклали від Мукачева спеціальну залізницю.
Березинська шахта була однією з найбільших на Закарпатті, тут видобували 30 тисяч тон вугілля на рік. Поблизу копра височіють декілька териконів з пустих порід.
До середини 60-х років це родовище, попри високу зольність вуглів і складні гідрогеологічні умови, було майже повністю відпрацьовані й шахти занепали, а з появою більш економічних джерел енергії їх закрили.
Тут студія Мосфільм знімала фільм «Поєдинок»

## Храми
У 1907 році відкрито храм Св. Мартіна
Функціонує православний храм на честь Різдва Божої Матері.
Невелику муровану церкву споруджено шляхом розбудови старої цвинтарної каплиці.
Поряд збудовано каркасну дерев'яну дзвіницю. Найменший дзвін відлив Лайош Ласло в М. Ґеївцях у 1888 р., а дещо більший має напис: Року божіа АΨOS (1776) трудом пароха Іліи Ортутай.

## Дендропарк
Неподалік від села розташований дендропарк «Березинка». Площа 34 га. Статус надано згідно з рішенням облвиконкому від 25.07.1972 року № 243, ріш. ОВК від 23.10.1984 року № 253, ріш. 9 сесії обл. ради від 26.12.2003 року № 325. Перебуває у віданні ДП «Мукачівське ЛГ», лісництво Березинка (урочище Нодьлігет, квартал 3).
Статус надано з метою збереження дендропарку, закладеного 1957 року. У його колекції нараховується бл. 2000 деревно-чагарникових порід, а це — найбільша дендрологічна колекція Закарпатської області. Є екзотичні та рідкісні види: кедр гімалайський, кедр ліванський, кедр атласький, кедр прирічковий, секвоя вічнозелена, горіх Зібольда, ліквідамбар смолистий, ялиця велетенська, криптомерія японська, кунінгамія ланцетна, сосна Сабіна, Адамове дерево, диморфант (калопанакс), бамбук, елеутерокок, тис ягідний, барбарис Юліана, аралія маньчжурська та інші.

## Населення
Згідно з переписом УРСР 1989 року чисельність наявного населення села становила 697 осіб, з яких 355 чоловіків та 342 жінки.
За переписом населення України 2001 року в селі мешкали 624 особи.

### Мова
Розподіл населення за рідною мовою за даними перепису 2001 року:
| Мова       | Відсоток |
| ---------- | -------- |
| українська | 95,67 %  |
| російська  | 2,88 %   |
| угорська   | 0,48 %   |
| німецька   | 0,32 %   |
| польська   | 0,16 %   |
| інші       | 0,49 %   |

## Туристичні місця
У 1901 році відкрито мінеральні джерела — колишня шахтарська «столиця» Закарпаття. Березинська шахта була однією з найбільших на Закарпатті, тут видобували 30 тисяч тон вугілля на рік. Поблизу копра височіють декілька териконів з пустих порід.
- спеціальна залізниця
- студія Мосфільм знімала фільм «Поєдинок»
- У 1907 році відкрито храм Св. Мартіна
- храм на честь Різдва Божої Матері.
- дендропарк «Березинка».

## Постаті
- Греба Андрій Володимирович (1996—2022) — головний сержант Збройних сил України, учасник російсько-української війни.